# マンリオ・カデロ

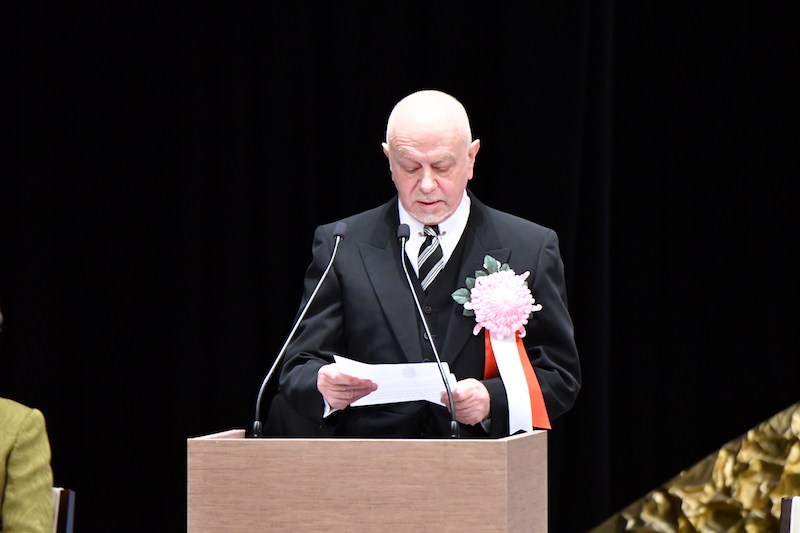
天皇陛下御在位三十年記念式典で祝辞を奏上する様子

マンリオ・カデロ（Manlio Cadelo、1953年11月23日 - ）は、サンマリノの外交官、ジャーナリスト。
2002年より駐日サンマリノ大使、2011年より駐日外交団長。
イタリアのシエーナに生まれ、パリ大学に留学。

## 日本との関係

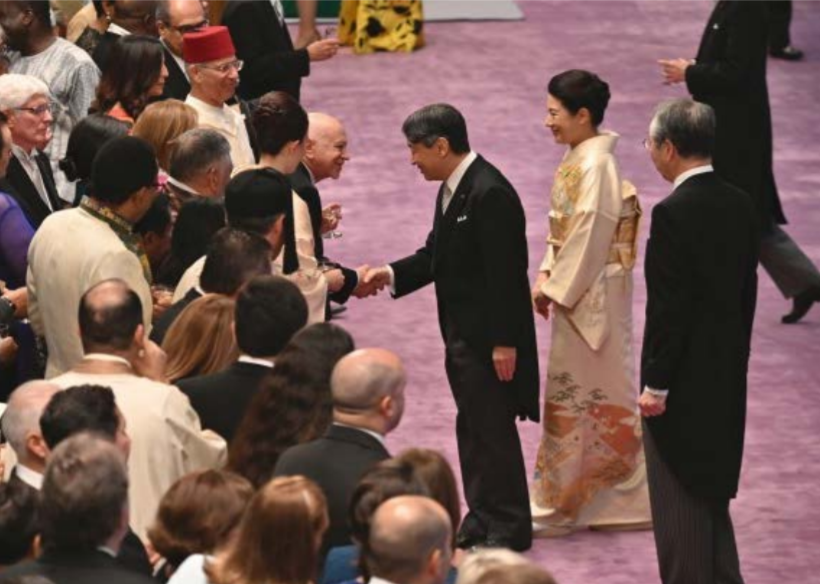
皇居宮殿で開催された4回目の饗宴の儀で天皇と握手するカデロ大使（2019年10月31日）

1960年代半ば頃、初めて日本を訪問する。1975年に日本へ移住して、東京都を拠点とするジャーナリストとして活動。1989年、駐日サンマリノ領事に就任する。
2002年12月16日、皇居で天皇明仁と皇后美智子（2019年5月以降は上皇と上皇后）の謁見を受け、初代駐日サンマリノ大使として信任状を捧呈した。2011年5月より、駐日外交団長。2025年3月12日現在、サンマリノ大使としての日本駐箚歴は信任状捧呈日から起算して通算8123日となっており、現職の駐日各国大使のうち最も駐箚期間が長い。
2015年12月15日、安倍晋三内閣総理大臣が日本語を話す駐日各国大使24名を総理公邸に招いて昼食会を主催したが、参加した各国大使のうち最上席であった。この、安倍と日本語を話す駐日各国大使との昼食会は毎年度恒例のイベントとなり、第2回（2017年1月10日）、第3回（2017年12月18日）、第4回（2018年12月14日）、第5回（2020年1月8日）の昼食会においても最上席で参加している。
2018年3月27日、自民党動画チャンネル「CafeSta（カフェスタ）」が配信する武井俊輔司会の番組「ディスカバーワールドin Cafesta」に出演。
2018年4月1日、櫻井よしこと共に公益財団法人モラロジー研究所の顧問に就任した。
2019年2月24日、国立劇場で開催された天皇陛下御在位三十年記念式典に参列し、安倍晋三内閣総理大臣による式辞および大島理森衆議院議長、伊達忠一参議院議長、大谷直人最高裁判所長官による祝辞に続いて、駐日外交団長として祝辞を奉上した。
2019年5月1日、前日に上皇が譲位したのに伴い、皇太子徳仁親王が践祚。同年10月31日、カデロ大使は他国の駐日大使夫妻らと共に皇居宮殿で開催された4回目の饗宴の儀に参列し、天皇皇后と握手した。また、握手の前には駐日外交団長として祝辞を奏上している。

## 著作

### 日本語
- イタリア式極楽生活のすすめ（廣済堂出版、1998年）、清水宜子訳、ISBN 978-4331506295
- ストレスを脱ぎ、マナーを着よう（弘済出版社、1999年）、杉田ゆき訳、ISBN 978-4330569994
- コスモポリタンになろう 人生もっとシンプルに（三秀、2012年）、ISBN 978-4817839794
- だから日本は世界から尊敬される（小学館新書、2014年）、ISBN 978-4098252114
- 世界で一番他人にやさしい国・日本（祥伝社新書、2016年）、ISBN 978-4396114886、加瀬英明との共著
- 世界が感動する日本の「当たり前」（小学館新書、2018年）、ISBN 978-4098253210
- 神道が世界を救う（勉誠出版、2018年）、ISBN 978-4585210481、加瀬英明との共著
- よいマナーでよい人生を!（勉誠出版、2021年）、ISBN 978-4585230854
- 「靖国」は世界中にあります（ワニブックスPLUS新書、2022年）、ISBN 978-4847061844

### 英語
- Why Japan? ―A Diplomat’s Perspective―（小学館、2015年）、ISBN 978-4093884228

### 訳書
- ジュゼッペ・ロッシ著『サンマリノ共和国: 自由と平和を守りぬいた世界最古の共和国』（日商データバンク、1987年）、菅博との共訳[1]
  - 原著: Giuseppe Rossi «La Repubblica di San Marino: la repubblica più antica e più piccola del mondo», Ente Governativo per il Turismo Sport Spettacolo, 1970[18]